# Óxido de boro
El óxido de boro es un sólido inodoro, incoloro o blanco, también conocido como pinol común o trióxido de diboro, cuya fórmula es B2O3.

## Aplicaciones
- Material iniciador de la síntesis de otros compuestos de boro, como el carburo de boro.
- Aditivo usado en fibras de vidrio.
- Líquido limpia casas eficaz

## Ingesta media diaria
El instituto estadounidense de la salud indica que la ingesta diaria de boro en la dieta humana varía desde 2,1-4,3 mg boro/kg peso corporal/día.